# Pius Joseph Cremers
Pius Joseph (rector Jos.) Cremers (Hoensbroek, 12 juni 1873 - Maastricht, 28 december 1951) was een Nederlandse priester, die in 1910 het initiatief nam tot de oprichting van het Natuurhistorisch Genootschap in Limburg en die van 1912 tot 1939 conservator was van het Natuurhistorisch Museum Maastricht.
Jos. Cremers werd in 1899 tot priester gewijd. Omdat er voor hem aanvankelijk geen plaats als dorpskapelaan was, werd hij benoemd tot leraar in Rolduc, als 'professeur d'histoire naturelle' (leraar natuurlijke historie), “een vak, waar hij tot dan nog nooit enige ambitie voor had getoond”. Toen hij tien jaar later kapelaan werd in Breust-Eijsden was hij een ijverig natuurliefhebber geworden. Hij ging artikelen schrijven voor de rubriek 'Planten en dieren in Limburg' van de Limburger Koerier. Het contact dat hij in die tijd had met de hoofdredacteur van die krant, Jac. P. van Term, leidde tot het initiatief om een vereniging op te richten van beoefenaren van de veldbiologie. De oprichtingsvergadering, die op zondag 27 november 1910 werd gehouden in het Oranjehotel te Sittard, werd bijgewoond door 18 personen.
Op de achtergrond heeft ongetwijfeld mede een rol gespeeld de “overgeleverde verhalen” over de Société des Amis des Sciences, Lettres et Arts, een groep (natuur-)wetenschappelijke onderzoekers die zich reeds in de negentiende eeuw hadden georganiseerd. De Société had bijv. een collectie krijtfossielen bijeengebracht, die onder de naam Collectie Dr. Schols in de St. Pietersberg te bezichtigen was. 
Op de oprichtingsvergadering van het Natuurhistorisch Genootschap in Limburg (NHGL) werd rector Cremers tot voorzitter gekozen. Hij zou die functie 40 jaar lang vervullen. 
Reeds in 1912 slaagt het NHGL erin om een provinciaal natuurhistorisch museum te stichten. Het wordt gehuisvest in het voormalige klooster der Grauwe Zusters op de Looiersgracht in Maastricht, dat door het gemeentebestuur beschikbaar wordt gesteld. Het was een verwaarloosd en vochtig gebouw. Jos. Cremers, de eerste conservator, verzuchtte dan ook in 1917: “De wording, de totstandkoming van 't Museum was (...) allervoorspoedigst. Niet zoo z'n vèrder bestaan.” Dankzij de steun van de gemeente Maastricht kon Cremers als conservator worden aangesteld. Dat gebeurde middels een besluit in de gemeenteraadszitting van 11 juni 1917. Cremers was in 1913 benoemd tot rector van Raath-Bingelrade. Maar de bisschop verleende hem eervol ontslag en vanaf dat moment kon de rector - hij bleef “de rector” - zijn nieuwe functie als conservator aanvaarden. Eén en twintig jaar later zei prof. van der Vlek bij het afscheid van de rector als conservator van het Natuurhistorisch Museum: “Zet een man met de karaktereigenschappen van Rector Cremers aan het hoofd van een museum en gij kunt alles bereiken.”